# Scharlakanskronad barbett
Scharlakanskronad barbett (Capito aurovirens) är en fågel i familjen amerikanska barbetter inom ordningen hackspettartade fåglar.

## Utbredning och systematik
Fågeln förekommer från sydöstra Colombia till östra Peru och västra Amazonas Brasilien (öst till Río Negro). Den behandlas som monotypisk, det vill säga att den inte delas in i några underarter.

## Status
Arten har ett stort utbredningsområde och beståndet anses vara stabilt. Internationella naturvårdsunionen IUCN listar den därför som livskraftig (LC).